# Banco de Castilla-La Mancha
Banco de Castilla-La Mancha fue una entidad financiera española, filial de Liberbank. Era la heredera financiera de la desaparecida Caja Castilla-La Mancha. Su sede social estaba en Cuenca.
El 6 de febrero de 2018, los consejos de administración de Liberbank y de Banco de Castilla-La Mancha aprobaron su fusión mediante la absorción del segundo por el primero. El 9 de octubre de 2018, se inscribió en el Registro Mercantil la escritura de fusión por absorción de Banco de Castilla-La Mancha por Liberbank. Las oficinas mantendrán su rótulo por el momento, aunque se prevé que desaparezca. A junio de 2024, todavía se mantiene la marca "Liberbank - Banco de Castilla-La Mancha" en las antiguas oficinas de Banco de Castilla-La Mancha.

## Historia
El 3 de noviembre de 2009, el Banco de España autorizó la "integración parcial" en Cajastur de Caja Castilla-La Mancha (CCM), intervenida desde marzo por el supervisor. La unión de ambas entidades no se realizaría mediante una fusión. Cajastur había buscado una solución alternativa para hacerse con el negocio bancario de CCM de forma indirecta. Banco Liberta, una entidad inactiva de la caja asturiana que contaba con ficha bancaria, absorbió los activos y pasivos bancarios de CCM. Esta entidad tendría su sede en Castilla-La Mancha y sería una filial de Cajastur, que tendría el 75% del capital de esta entidad. A cambio, la entidad asturiana entregaría a una Fundación, que se tenía que crear en Castilla-La Mancha, el 25% de Liberta. El nuevo banco mantendría en sus oficinas el nombre comercial de CCM.
El 21 de septiembre de 2010, Cajastur se hizo con el control definitivo del negocio financiero de Caja Castilla-La Mancha (CCM) con la elevación a escritura pública y presentación al Registro Mercantil de los acuerdos y contratos de segregación de activos de la entidad castellana  e incorporación de todo su negocio financiero (oficinas, marca, clientes, depósitos, créditos y otros productos financieros) al Banco Liberta, filial de Cajastur. Esta entidad, que meses atrás había trasladado su sede Oviedo a Cuenca, elevó ese mismo día a rango público este cambio de domicilio y también la sustitución de su razón social de manera que Banco Liberta, S.A. pasó a regir a todos los efectos como Banco de Castilla-La Mancha, S.A.
El 30 de septiembre de 2010, comenzó a operar la nueva entidad. nacida de la operación anterior, con el nombre Banco de Castilla-La Mancha, aunque manteniendo la marca comercial CCM. Ese mismo día, la transformación de la Obra Social de la caja dio lugar a la Fundación Caja Castilla-La Mancha. Esta fundación es la que asumió la labor de contribuir al desarrollo social, asistencial, cultural, educativo y medioambiental de Castilla-La Mancha que tenía dicha obra social. Esta fundación recibió el 25% del capital de Banco de Castilla-La Mancha.
El 23 de mayo de 2011, se constituyó Effibank, como banco del SIP de Grupo Cajastur, Caja de Extremadura y Caja Cantabria. A partir del 19 de julio de 2011, Effibank opera con la marca Liberbank. Posteriormente, la razón social de Effibank (Effibank, S.A.) también fue reemplazada y pasó a ser Liberbank, S.A. Como consecuencia de todo ello, Banco de Castilla-La Mancha, S.A. se convirtió en filial de Liberbank, S.A.
En abril de 2015, se anunció que el grupo Liberbank operaría en toda España únicamente con la marca Liberbank y para ello se iniciaría un proceso de remodelado de la imagen y señalética de las distintas oficinas. En el caso de Banco de Castilla-La Mancha, dada su condición de filial, las oficinas pasaron a lucir la marca "Liberbank - Banco de Castilla-La Mancha".
El 18 de diciembre de 2017, la Junta General de Accionistas de Banco de Castilla-La Mancha (del cual Liberbank poseía un 75% del capital) acordó una reducción y aumento de capital simultáneos para restablecer el equilibrio patrimonial de la entidad. Liberbank se comprometió a suscribir el 100% de la ampliación de capital, convirtiéndose en el único accionista de Banco de Castilla-La Mancha. El 31 de enero de 2018, esta operación fue inscrita en el Registro mercantil de Cuenca.
El 6 de febrero de 2018, los consejos de administración de Liberbank y de Banco de Castilla-La Mancha aprobaron su fusión mediante la absorción del segundo por el primero, titular de todas las acciones de Banco de Castilla-La Mancha, pues la Fundación Bancaria CCM (que poseía un 25% del capital de Banco de Castilla-La Mancha) no hizo uso de su derecho de suscripción preferente en el proceso de reducción y posterior aumento de capital de Banco de Castilla-La Mancha.
El 9 de octubre de 2018, se inscribió en el Registro Mercantil la escritura de fusión por absorción de Banco de Castilla-La Mancha por Liberbank. Las oficinas mantendrán su rótulo por el momento, aunque se prevé que desaparezca. A junio de 2024, todavía se mantiene la marca "Liberbank - Banco de Castilla-La Mancha" en las antiguas oficinas de Banco de Castilla-La Mancha.